# Unitruncatus
Unitruncatus es un género de foraminífero planctónico de la subfamilia Helvetoglobotruncaninae, de la familia Hedbergellidae, de la superfamilia Rotaliporoidea, del suborden Globigerinina y del orden Globigerinida. Su especie tipo es Praeglobotruncana (Falsomarginotruncana) kalaati. Su rango cronoestratigráfico abarca desde el Turoniense superior hasta el Coniaciense inferior (Cretácico superior).

## Descripción
Unitruncatus incluía especies con conchas trocoespiraladas, de forma biconvexa o cóncavo-convexa; sus cámaras eran romboidales comprimidas; sus suturas intercamerales eran rectas e incididas en el lado umbilical, y curvas y ligeramente incidadas en el lado espiral; su contorno era subcuadrado o subpoligonal, y lobulado; su periferia era aguda, con una carena fina o gruesa; su ombligo era amplio; su abertura era interiomarginal, umbilical-extraumbilical, en forma de arco bajo, y protegida con un pórtico o placa bien desarrollada; presentaba pared calcítica hialina, macroperforada con baja o alta densidad de poros, con la superficie lisa o pustulada, sobre todo en las primeras cámaras.

## Discusión
El género Unitruncatus no ha tenido mucha difusión entre los especialistas. La mayor parte de sus especies son incluidas en el género Praeglobotruncana, del que se diferencia fundamentalmente por su menor número de cámaras en la última vuelta, ombligo más amplio y un pórtico bien desarrollado formando una placa que protege la abertura y parte del ombligo. Clasificaciones posteriores han incluido a Unitruncatus en la familia Globotruncanellidae y en superfamilia Globigerinoidea.

## Paleoecología
Unitruncatus, como Praeglobotruncana, incluía especies con un modo de vida planctónico, de distribución latitudinal cosmopolita, y habitantes pelágicos de aguas profundas (medio mesopelágico inferior a batipelágico superior).

## Clasificación
Unitruncatus incluye a la siguiente especie:
- Unitruncatus kalaati †